# Honda CB 400 F
Ne doit pas être confondu avec Honda CB 400 T.
La Honda CB 400 F est un modèle de moto à quatre cylindres en ligne produit par Honda de 1975 à 1977.

## Contexte historique
Honda lance son premier modèle à quatre cylindres, la CB 750 Four, en 1968. Le succès de la "Four" incite la marque à créer une gamme de machines reprenant les caractéristiques générales de cette motorisation à quatre temps et quatre cylindres en ligne face à la route déclinée en plusieurs cylindrées inférieures. Sont ainsi successivement lancées les CB 500 F (1971), CB 350 F (1972), CB 550 F puis CB 400 F (1974), et CB 650 F (1979).

## La CB 400 F
La CB 400 F est une évolution de la CB 350 F qu'elle remplace. La marque corrige les défauts ayant obéré la carrière commerciale de la 350 : la cylindrée du moteur passe à   408 cm3, la puissance à 37 ch et le couple à 3,2 m.kg,, pour un poids quasiment inchangé. Puissance et couple maximaux sont en outre obtenus à des régimes plus bas que sur la CB 350 F et la boîte de vitesses, désormais et pour la première fois chez Honda dotée de six rapports, permet de mieux optimiser l'utilisation de la machine. La CB 400 F bénéficie aussi de changements esthétiques, notamment réservoir de forme plus carrée et échappement 4 en 1 côté droit. Sa maniabilité, la qualité de ses suspensions et de ses freins amènent même certains spécialistes à considérer la 400 F comme le meilleur "roadster" produit par Honda dans les années 1970.
Bien que visant le segment sportif du marché, la CB 400 F n'avait pas l'accélération des deux temps de compétition, notamment les tricylindres Kawasaki. Mais le moteur de petite cylindrée de la CB 400 F était plus silencieux et beaucoup plus sobre que celui les deux temps[réf. souhaitée].

## Chronologie du modèle
Source.
- fin 1974 : la CB 400 F remplace la CB 350 F.
- 1976 : CB 400 F1 (marché nord-américain).
- 1977 : CB 400 F2
- 1978 : arrêt de la fabrication